# Daneza (film)
Daneza (titlu original: The Danish Girl) este un film britanic, american și belgian din 2015 regizat de Tom Hooper. Rolurile principale au fost interpretate de actorii Eddie Redmayne, Alicia Vikander și Matthias Schoenaerts. Are patru nominalizări la Premiile Oscar.  Scenariul filmului este realizat de Lucinda Coxon după un roman omonim de David Ebershoff și este vag bazat pe viețile pictorilor danezi  Lili Elbe și Gerda Wegener.

## Prezentare
Filmul prezintă o poveste fictivă de dragoste inspirată vag de viața artiștilor danezi Lili Elba și Gerda Wegener.  

## Distribuție
- Eddie Redmayne - Lili Elbe / Einar Wegener
- Alicia Vikander - Gerda Wegener
- Matthias Schoenaerts - Hans Axgil
- Ben Whishaw - Henrik
- Amber Heard - Ulla
- Sebastian Koch - Dr. Warnekros
- Emerald Fennell - Elsa
- Adrian Schiller - Rasmussen
- Henry Pettigrew - Niels